# Veine marginale médiale du pied
La veine marginale médiale du pied (ou veine dorsale interne de Cruveilhier ou veine marginale interne de Lejars) est une veine du membre inférieur située dans le pied.

## Origine
La veine marginale médiale du pied est le prolongement médial de l'arcade veineuse dorsale du pied

## Terminaison
La veine marginale médiale du pied est à l'origine de la veine grande saphène.